# Elaeagnus mollis
Elaeagnus mollis — вид квіткових рослин з родини маслинкових (Elaeagnaceae). Поширення: Китай (Шеньсі, південний Шаньсі).

## Середовище
Населяє долини, затінені ділянки; на висотах 700–1300 метрів.

## Біоморфологічна характеристика
Це дерево або кущ, листопадний, 2–10 метрів заввишки, з сірувато-коричневою корою. Колючки відсутні; молоді гілки сірувато-зелені, густо зірчасто-лускаті. Ніжка листка 6–10 мм; листова пластинка знизу сірувато-зелена, зверху темно-зелена, яйцеподібна або яйцеподібно-еліптична, 6–9(15) × 3–6(11) см, знизу густо сірувато-зірчасто-повстяна, зверху рідко зірчасто-волосиста, бічні жилки 6–10 з кожного боку середньої жилки, основа тупа або округла, верхівка гостра. Квітки часто по 1–3(5) у пазухах листків, пониклі, сірувато-зелені, запашні, сірувато-біло зірчасто-повстяні. Квітконіжка 3–4 мм. Трубка чашечки дзвонова, ≈ 4 мм; частки підтрикутні або підланцетні, 3.5–4 мм, всередині рідко біло зірчасто-волохаті, верхівка загострена. Кістянка кулясто-яйцеподібна або майже куляста, ≈ 1.3 см, помітно 8-реберна, крилата, густо ворсинчаста. Цвітіння: квітень і травень; плодіння: серпень і вересень.